# Wereldkampioenschappen inlineskaten 2015
De wereldkampioenschappen inline-skaten 2015 werden van 13 tot en met 22 november gehouden in Kaohsiung, Taiwan.
Het waren de 45e wereldkampioenschappen voor mannen op de weg, de 41e voor mannen op de piste, de 39e voor vrouwen op de piste en de 38e voor vrouwen op de weg. Tegelijkertijd werden voor de 19e keer de wereldkampioenschappen voor junioren (piste en weg) gehouden.

## Programma
Op het programma stonden voor alle categorieën twaalf afstanden. Op de piste 300 meter tijdrit, 500 meter sprint, 1000 meter sprint, 10.000 meter punten-/afvalrace, 15.000 meter afvalrace en 3000 meter aflossing, en op de weg 100 meter tijdrit, één ronde sprint, 10.000 meter puntenkoers, 20.000 meter afvalrace, 5000 meter aflossing en marathon (42.195 meter). De 100 meter tijdrit verving de 200 meter tijdrit en de sprint over één asymmetrische ronde verving de sprint over 500 meter.

## Medailleverdeling

### Mannen
| Piste                      | Piste                                                | Piste                                                 | Piste                                              |
| Afstand                    | Goud ·                                               | Zilver ·                                              | Brons ·                                            |
| -------------------------- | ---------------------------------------------------- | ----------------------------------------------------- | -------------------------------------------------- |
| 300m Tijdrit               | Andreas Jimenez                                      | Juan Perez                                            | Lee Myung-kyu                                      |
| 500m Sprint                | Edwin Estrada                                        | Jhoan Guzman                                          | Andreas Jimenez                                    |
| 1000m Sprint               | Andreas Jimenez                                      | Mauricio Garcia                                       | Andrea Agudelo                                     |
| 10.000m Punten-/afvalkoers | Alexis Contin                                        | Stefano Mareschi                                      | Choi Gwan-ho                                       |
| 15.000m Afvalkoers         | Alexis Contin                                        | Riccardo Bugari                                       | Ewen Fernandez                                     |
| 3000m Aflossing            | Zuid-Korea Choi Gwang-ho Hong Seung-gi Lee Myung-kyu | Frankrijk Alexis Contin Ewen Fernandez Elton de Souza | Venezuela Gerardo Galviz Jhoan Guzman Julio Mirena |

| Weg                 | Weg                                                        | Weg                                                  | Weg                                                  |
| Afstand             | Goud ·                                                     | Zilver ·                                             | Brons ·                                              |
| ------------------- | ---------------------------------------------------------- | ---------------------------------------------------- | ---------------------------------------------------- |
| 100m Tijdrit        | Juan Perez                                                 | Jhoan Guzman                                         | Ioseba Fernandez                                     |
| 1 ronde Sprint      | Edwin Estrada                                              | Gwendal Le Pivert                                    | Simon Albrecht                                       |
| 10.000m Puntenkoers | Jorge Bolanos                                              | Ewen Fernandez                                       | Riccardo Bugari                                      |
| 20.000m Afvalkoers  | Juan Sanz                                                  | Ewen Fernandez                                       | Jorge Bolanos                                        |
| 5000m Aflossing     | Frankrijk Ewen Fernandez Gwendal Le Pivert Darren de Souza | Colombia Andrea Agudelo Andres Jimenez Daniel Zapata | Zuid-Korea Hong Seung-gi Lee Myung-kyu Lee Young-woo |
|                     |                                                            |                                                      |                                                      |
| 42.195m Marathon    | Ewen Fernandez                                             | Julio Mirena                                         | Elton de Souza                                       |

### Vrouwen
| Piste                      | Piste                                        | Piste                                              | Piste                                                |
| Afstand                    | Goud ·                                       | Zilver ·                                           | Brons ·                                              |
| -------------------------- | -------------------------------------------- | -------------------------------------------------- | ---------------------------------------------------- |
| 300m Tijdrit               | Shin So-yeong                                | Stephanie Hurtado                                  | Jercy Puello                                         |
| 500m Sprint                | Jercy Puello                                 | Shin So-yeong                                      | Yang Ho-chen                                         |
| 1000m Sprint               | Sandrine Tas                                 | Lim Jin-seon                                       | Mareike Thum                                         |
| 10.000m Punten-/afvalkoers | Woo Hyo-sook                                 | Yu Ga-ram                                          | Yang Ho-chen                                         |
| 15.000m Afvalkoers         | Fabiana Arias                                | Woo Hyo-sook                                       | Yu Ga-ram                                            |
| 3000m Aflossing            | Taiwan Kuo Chia-pei Li Meng-chu Yang Ho-chen | Colombia Fabiana Arias Paola Segura Johana Viveros | Duitsland Sabine Berg Laethisia Schimek Mareike Thum |

| Weg                 | Weg                                                   | Weg                                                      | Weg                                          |
| Afstand             | Goud ·                                                | Zilver ·                                                 | Brons ·                                      |
| ------------------- | ----------------------------------------------------- | -------------------------------------------------------- | -------------------------------------------- |
| 100m Tijdrit        | Maria Jose Moya                                       | Erin Jackson                                             | Giulia Bongiorno                             |
| 1 ronde Sprint      | Andrea Hellen Montoya                                 | Jercy Puello                                             | Victoria Rodriguez Lopez                     |
| 10.000m Puntenkoers | Yu Ga-ram                                             | Clémence Halbout                                         | Liu Yi-hsuan                                 |
| 20.000m Afvalkoers  | Johana Viveros                                        | Yang Ho-chen                                             | Fabiana Arias                                |
| 5000m Aflossing     | Colombia Fabiana Arias Stephanie Hurtado Paola Segura | Duitsland Sabine Berg Katharina Rumpus Laethisia Schimek | Zuid-Korea An Yi-seul Lee Seul Shin So-yeong |
|                     |                                                       |                                                          |                                              |
| 42.195m Marathon    | Sandrine Tas                                          | Yang Ho-chen                                             | Liu Yi-hsuan                                 |

### Medaillespiegel
Medaillespiegel zonder de juniorenwedstrijden.
| Plaats | Land                   | Goud | Zilver | Brons | Totaal |
| 1      | Colombia               | 11   | 5      | 4     | 20     |
| 2      | Frankrijk              | 4    | 5      | 2     | 11     |
| 3      | Zuid-Korea             | 4    | 4      | 5     | 13     |
| 4      | België                 | 2    | 0      | 0     | 2      |
| 5      | Chinees Taipei         | 1    | 2      | 4     | 7      |
| 6      | Ecuador                | 1    | 0      | 1     | 2      |
| 7      | Chili                  | 1    | 0      | 0     | 1      |
| 8      | Venezuela              | 0    | 3      | 1     | 4      |
| 9      | Italië                 | 0    | 2      | 2     | 4      |
| 10     | Duitsland              | 0    | 1      | 3     | 4      |
| 11     | Dominicaanse Republiek | 0    | 1      | 0     | 1      |
| 11     | Verenigde Staten       | 0    | 1      | 0     | 1      |
| 13     | Argentinië             | 0    | 0      | 1     | 1      |
| 13     | Spanje                 | 0    | 0      | 1     | 1      |
| Totaal | Totaal                 | 24   | 24     | 24    | 72     |

Officieuze wereldkampioenschappen

Monza 1937 ·
Ferrara 1938 ·
Monfalcone 1948 ·
Ferrara 1949 ·
Monfalcone 1951 ·
Lido di Venezia 1953 ·
Bari 1954 ·
Palermo 1957 ·
Finale Ligure 1958 ·
Wetteren 1960 ·
Gujan-Mestras 1961 ·
Nantes 1963 ·
Madrid 1964 ·
Syracuse 1965
Officiële wereldkampioenschappen (afwisselend piste en weg)

Mar del Plata 1966 ·
Barcelona 1967 ·
Montecchio 1968 ·
Mar del Plata 1969 ·
Sesto San Giovanni 1973 ·
Mar del Plata 1975 ·
Mar del Plata 1978 ·
Finale Emilia 1979 ·
Masterton 1980 ·
Oostende 1981 ·
Finale Emilia 1982 ·
Mar del Plata 1983 ·
Bogotá 1984 ·
Colorado Springs 1985 ·
Adelaide 1986 ·
Grenoble 1987 ·
Cassano d'Adda 1988 ·
Hastings 1989 ·
Bello 1990 ·
Oostende 1991 ·
Rome 1992 ·
Colorado Springs 1993
Piste en weg gecombineerd (huidige vorm)

Gujan-Mestras 1994 ·
Perth 1995 ·
Venetië 1996 ·
Mar del Plata 1997 ·
Pamplona 1998 ·
Santiago 1999 ·
Barrancabermeja 2000 ·
Valence d'Agen 2001 ·
Oostende 2002 ·
Barquisimeto 2003 ·
Abruzzo 2004 ·
Suzhou 2005 ·
Anyang 2006 ·
Cali 2007 ·
Gijón 2008 ·
Haining 2009 ·
Guarne 2010 ·
Yeosu 2011 ·
Ascoli Piceno/San Benedetto del Tronto 2012 ·
Oostende 2013 ·
Rosario 2014 ·
Kaohsiung 2015 ·
Nanjing 2016 ·
Nanjing 2017 ·
Heerde/Arnhem 2018 ·
Barcelona 2019 ·
Ibagué 2021 ·
Buenos Aires 2022 ·
Montecchio Maggiore/Vicenza 2023 ·
Pescara 2024